# Alcyone Adlersparre
Karin Alcyone Adlersparre född 4 december 1851 i Karlskrona, död 24 juni 1938 i Uppsala, var en svensk författare. 
Adlersparre var elev vid Högre lärarinneseminariet i Stockholm 1869–1872, därefter lärare vid Henriette Löwens flickskola i Nyköping 1873–1882. Hon författade religiösa dikter. Adlersparre skrev under signaturerna Audax; Alc. A.
Hon var en av initiativtagarna till bildandet av Fredrika Bremer-förbundet. Adlersparre är begravd på Galärvarvskyrkogården i Stockholm.

## Utgivna skrifter
- Qvinnan inom svenska litteraturen; bibliografiskt försök af två damer. Utgiven tillsammans med Elvira Huss 1873. Samma år utgiven på tyska "Die Frauen auf dem Gebiete der Schwedischen Literatur : ein bibliographischer Versuch von zwei Damen", utgiven av redaktionen för "Zeitschrift für den häuslichen Herd" (Läsning för den husliga härden).
- Religiösa sånger (1882)